# Пјетро Нобиле
Пјетро Нобиле (итал. Pietro Nobile; Капријаска, 11. новембар 1774 — Беч, 7. новембар 1854) био је швајцарско-аустријски неокласицистички архитекта и градитељ. Сматра се једним од најистакнутијих архитеката хабзбуршког двора.

## Биографија
Породица Нобиле се из Старе швајцарске конфедерације преселила у Трст где је млади Пјетро похађао школу. Наставио је да се школује у Риму код Антонија Канове између 1801. и 1806. године. 1807. је почео да се бави грађевинарским пројектима у Трсту, Истри, Аквилеји и Горици. Године 1810. службено је постављен за главног инжењера за изградњу мостова и путева на Илирском приморју у Истри. Пројектовао је приобални пут од Копра до Пуле, израдио нове планове, скице и цртеже споменика као што су Пулска арена, Августов храм и Славолук Сергијеваца. Пројектовао је и Цркву Светог Петра на Тартинијевом тргу у Пирану и Цркву Светог Антонија Тауматурга у Трсту.
Године 1819. постао је шеф катедре за архитектуру на Бечкој академији. 

## Ученици
Најпознатији ученици Пјетра Нобила су:
- Франц Ксавер Лесл (1801–1885)
- Едуард ван дер Нул (1812–1868)
- Аугуст Сикард фон Сикардсбург (1813–1868)

## Постхумне почасти
Преминуо је 1854. године. Његов гроб се налази у Средишњем бечком гробљу (Група 14 А, Број 46 А), где је пренет са гробља Светог Маркса. 
По њему je 1894. улица Нобилегасе добила име. Ова улица се протеже између Пенцинга (14. бечки округ) и Рудолфсхајм Фунфхауса (15. бечки округ).